# Schaut auf diese Stadt (DEFA)
Schaut auf diese Stadt ist ein Dokumentarfilm des DEFA-Studios für Wochenschau und Dokumentarfilme von Karl Gass aus dem Jahr 1962. Uraufgeführt wurde er zum 1. Jahrestag des Baus der Berliner Mauer am 13. August 1962.

## Handlung
Dieser Dokumentarfilm zeigt die Beweggründe – aus Sicht der DDR – die zum Bau der Mauer führten. Gezeigt wird die Situation Deutschlands ab Mai 1945 und die Besonderheiten des Viermächte-Status nach der Konferenz von Jalta und der Potsdamer Konferenz. Anhand von Aufnahmen durch Kameraleute aus der DDR, der UdSSR, der CSSR, den USA, Frankreich, Großbritannien und der Bundesrepublik Deutschland zeigt der Film die Entwicklung beider Teile Berlins von den Nachkriegsjahren mit der Neugründung des Berliner Magistrats und der Einrichtung der Alliierten Kommandantur bis zu den Tagen nach dem 13. August 1961. Für den Westteil der Stadt wird vor allen Dingen der Aufbau der Geheimdienste, der angebliche moralische Verfall, die Abwerbung von DDR-Bürgern und die Rolle als NATO-Stützpunkt dargestellt. Im Gegensatz dazu wird besonders der friedliche Wiederaufbau im anderen Teil der Stadt Berlin hervorgehoben, deren Bürger entschlossen seien, ihre Stadt und ‘ihre Errungenschaften’ zu verteidigen. Die Chronologie des Films wird häufig durch Rückblicke auf Ereignisse des Dritten Reiches unterbrochen, dabei werden Vergleiche mit der Politik der Bundesrepublik gezogen. Rundfunkmitschnitte des RIAS Berlin sowie Äußerungen westlicher Politiker werden unter die ausgewählten Filmszenen gelegt.

## Produktion
Der Film sollte nach den Erwartungen der DEFA-Direktion „eine positive Darstellung der Berliner Mauer und eine historische Legitimation des Mauerbaus“ liefern.

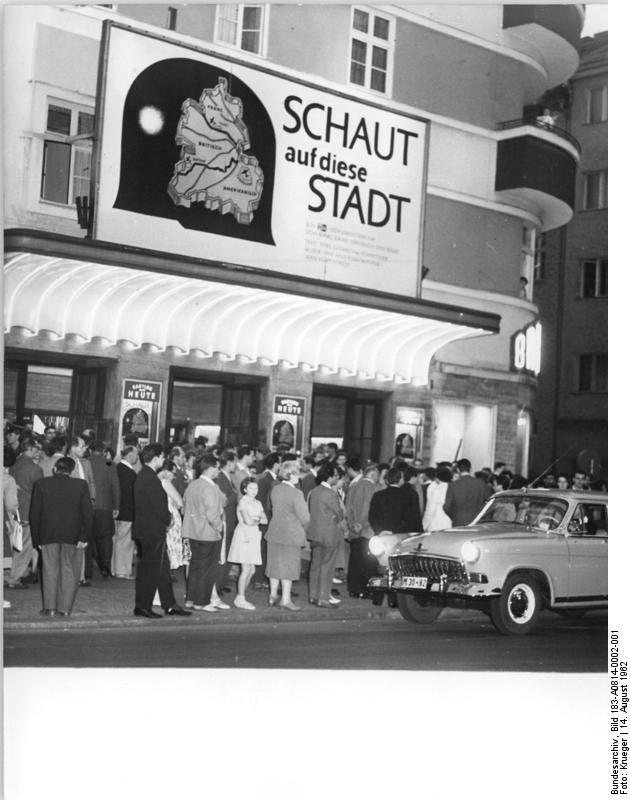
Schaut auf diese Stadt im Kino Babylon einen Tag nach der Premiere

Schaut auf diese Stadt ist ein DEFA-Propagandafilm, der Ernst Reuters berühmten Aufruf

„Ihr Völker der Welt, ihr Völker in Amerika, in England, in Frankreich, in Italien! Schaut auf diese Stadt und erkennt, daß ihr diese Stadt und dieses Volk nicht preisgeben dürft und nicht preisgeben könnt!“

vom 9. September 1948 vor dem Reichstagsgebäude in Berlin polemisch gegen den Westen wendet. Mit dem von Karl-Eduard von Schnitzler geschriebenen Text hatte er am 13. August 1962 im Berliner Kino Babylon Premiere. Die Erstausstrahlung im Deutschen Fernsehfunk erfolgte am 13. November 1962. Am 12. November wurde ein Film mit dem gleichen Titel vom Sender Freies Berlin gesendet, der den Gass-Film Szene für Szene untersucht und Auslassungen, Verdrehungen und Verzerrungen nachweist.
In einer Anweisung des Ministers für Volksbildung der DDR, Alfred Lemmnitz, ordnete dieser am 13. August 1962 an, dass dieser Film von allen Schülern der 9. bis 12. Klassen und von allen Klassen der Berufsschulen bis Ende des Jahres 1962 zu sehen ist.
Karl Gass, für den auch der „Dokumentarfilm stets ‚Waffe‘ war“, äußerte sich rückblickend zu dem Mauer-Film: „Da ich in meiner Grundhaltung mit den Dingen übereinstimmte, die da gemacht wurden, ist es mir eigentlich gar nicht schwergefallen, diese Arbeit zu machen.“

## Zeitgenössische Kritiken aus DDR-Presse
„Karl Gass verwendet in seinem Film harte Schnitte, kurze Überblendungen und krasse Gegenüberstellungen. Oft wirkt die Parallelität der Bilder aus der Hitlerzeit und der aus dem Westberlin der Gegenwart frappierend. Knapp und unaufdringlich ist der Kommentar, den Karl-Eduard von Schnitzler schrieb und den Eberhard Mellies spricht.“

„Dieser Film ist kein Spielfilm, und doch fesselt sein Drehbuch, dieser Film erzählt keine Liebesgeschichte, und doch spricht er von der Liebe, von unserer Liebe zum Frieden und zur Hauptstadt der Deutschen Demokratischen Republik.“

## Historische Einordnung
„Der Film folgte den DDR-geschichtlichen Schwerpunkten, vor allem wenn er die Nachkriegszeit in Schwarz-Weiß-Schematismen nachzeichnete. Die DDR, respektive der sogenannte ‚demokratische Sektor‘, wurde als leuchtendes Vorbild, als Hort von Wohlstand und Frieden ausgegeben. West-Berlin als Frontstadt mit einem Kapitalismus schlimmster, da amerikanisierter Ausprägung und Vorposten (‚Pfahl im Fleisch der DDR‘) des drohenden Krieges. Der Mauerbau wurde vor Allem als Friedenssicherung begründet.“

## Auszeichnungen
- 1962: Prädikat: Künstlerisch besonders wertvoll (Staatliches Prädikat der DDR)